# Formatie (scouting)
De formatie of het aantreden binnen Scouting is een van de opvallende overblijfselen uit de ontstaansgeschiedenis uit het leger. Het wordt gebruikt om de groep leden samen te roepen en op een bepaalde manier op te stellen.
Formatie wordt aangekondigd door fluiten of roepen. Hierbij maakt men (soms) met handgebaren duidelijk op welke manier men de formatie wil zien.
- Eén hand omhoog: cirkelformatie
- Twee handen zijwaarts: lijnformatie
- Twee handen evenwijdig vooruit: 2 of meerdere evenwijdige rijen
- Geplooide handen: U-formatie

Formatie wordt bij vele scoutsgroepen gebruikt bij de start en het einde van de activiteit. Op deze momenten maakt men meestal gebruik van een U-formatie, waarbij (samen met de leiding) een vierkant wordt gevormd. In dat geval wordt de term carré gebruikt. Het wordt echter ook vaak gebruikt bij een speluitleg of andere mededelingen door de leiding. Dit laatste gebeurt uit praktische overwegingen: in een formatie wordt stilte verwacht (met uitzondering van het roepen van kreten) en op die manier is het handiger om bepaalde zaken uit te leggen.

## Geografische spreiding van de termen
Aantreden is over het algemeen de Nederlandse term die gebruikt wordt, daar waar in Vlaanderen formatie het meer gangbare woord is. Er zijn echter ook een niet gering aantal scoutsgroepen in Vlaanderen die het over het aantreden hebben (Antwerpen, Limburg).